# Jamar Abrams
Jamar Abrams (* 21. Juni 1989 in Richmond, Virginia) ist ein US-amerikanischer Basketballspieler.

## Karriere
Abrams besuchte eine Highschool in Highland Springs nahe seinem Geburtsort Richmond, bevor er 2007 an die East Carolina University ging. Dort spielte er vier Jahre für die Pirates in der National Collegiate Athletic Association. Als er das College abschloss, belegte er in der ewigen Rangliste des Teams Platz 1 bei den gespielten Spielen, Platz 17 bei den erzielten Punkten und Platz 5 bei den erzielten Dreipunktwürfen. Anschließend wechselte er zu den Maine Red Claws in die amerikanische NBA D-League, kam jedoch nur in 9 Spielen zum Einsatz. 2012 wechselte er zu London Lightning in die neugegründete National Basketball League of Canada (NCL). Er gewann in seiner Premierensaison den Slam-Dunk-Wettbewerb sowie die kanadische Meisterschaft. Im Anschluss spielte er in Japan, Slowenien und Rumänien.
Zur Saison 2017/18 wechselte er zu den Gießen 46ers in die deutsche Basketball-Bundesliga. Dort absolvierte er 32 Spiele für die Hessen und wurde beim BBL All-Star Game zum BBL Slam-Dunk-Champion gekürt. Im Sommer 2018 wechselte Abrams zum Ligakonkurrenten Science City Jena, wo er insbesondere als Combo Forward agieren sollte. Noch in der Vorbereitung erlitt er bei einem Testspiel gegen ratiopharm Ulm einen Kapselriss im rechten Sprunggelenk, wodurch er die ersten Spiele der neuen Saison verpasste. Erst Mitte November konnte er sein erstes Pflichtspiel für die Saalestädter absolvieren und erzielte beim 88:81-Auswärtssieg gegen die BG Göttingen 17 Punkte. Nach einer Niederlagenserie von 11 Niederlagen am Stück trennte sich der Verein von Abrams, der sich daraufhin dem belarussischen Meister Zmoki Minsk anschloss. Im Sommer 2020 wechselte er zum französischen Zweitligisten ESSM Le Portel, für den er in sieben Partien im Schnitt 8,9 Punkte und 4,4 Rebounds markierte. Anfang 2021 wurde er aus finanziellen Gründen an den Ligakonkurrenten Poitiers Basket 86 ausgeliehen.

## Erfolge und Auszeichnungen
- Kanadischer Meister: 2012
- NCL Slam-Dunk-Champion: 2012
- Liga Nationala All-Star-MVP: 2017[3]
- BBL Slam-Dunk-Champion: 2018